# Coruja-das-torres-de-bigode
Coruja-das-torres-de-bigode, Corujinha-bigoduda ou corujinha-rítmica (Megascops trichopsis) é uma espécie de ave estrigiforme pertencente à família Strigidae.